# 松任谷由実のYuming Chord
『松任谷由実のYuming Chord』（まつとうやゆみのユーミン・コード）は、TOKYO FMの制作により2012年1月6日からJFN系列38局フルネットで毎週金曜11時台前半に放送されているラジオ番組である。パーソナリティは松任谷由実が務める。番組では単に「Yuming Chord」と略される。

## 概要
1982年開始の『AIWAサタデーアドベンチャー』→『松任谷由実 サウンドアドベンチャー』からJFN系列の週末（主に土曜→日曜 17:00 - 17:55（第1期）→金曜 22:00 - 22:55→日曜 17:00 - 17:55（第2期）→日曜 13:00 - 13:55という流れ）に番組を放送してきた松任谷が30年目の2012年に、これまで担当してきた55分番組から30分番組になってリニューアルしたものであり、TOKYO FMにおける金曜としてのレギュラー出演番組担当は2002年10月から2004年6月まで22時台で放送していた『松任谷由実 For Your Departure』以来7年半ぶりとなる。また、この本番組はJFN系列38局フルネットとなり、『For Your Departure』を唯一ネットしていなかったFMぐんまもネットしている。
本番組では回ごとにテーマを設け「今日のコードは」と表現している。番組冒頭には街頭インタビューの模様も放送している。

## ゲスト出演者
- 辛酸なめ子（2012年2月17日・24日）
- 坂本美雨（2012年4月6日）
- 貫地谷しほり（2012年10月19日・26日）
- 吉沢悠（2012年10月19日・26日）
- 軍地彩弓（2012年11月23日）
- 寺岡呼人（2012年12月28日）
- 大久保佳代子（2013年2月22日・3月1日）
- 斎藤工（2013年4月19日）
- 森本千絵（2013年11月15日・22日）
- はなてる（書道家・絵描き、2015年1月16日・23日）
- 井上陽水（2015年7月24日・31日）
- 大島優子（2016年9月23日・30日）
- 桃井かおり（2016年11月4日、夜のYuming Chord[2][3]）
- TAKAYUKI（ダンサー、2016年12月30日）
- 隼海惺（2016年12月30日）
- 武部聡志（2017年2月24日）
- Suchmos（2017年7月14日・21日[4]）
- RHYMESTER（2017年10月6日・13日）
- 寺脇康文（2017年12月15日）
- 宮澤佐江（2017年12月15日）
- サカナクション（2018年4月20日・27日[5]）
- GLIM SPANKY（2018年8月24日・31日）
- 遠山哲朗（ギター、2019年1月4日・11日）
- 浜崎賢太（ベース、2019年1月4日・11日）
- ハマ・オカモト（2019年4月12日・19日）
- 細野晴臣（2019年11月22日・29日）
- 山崎直子（2020年4月3日・10日）
- 藤原ヒロシ（2020年7月24日・31日）
- 柴門ふみ（2020年10月30日・11月6日・13日・20日）
- 大石静（2020年11月6日・13日・20日）
- GOH HOTODA（コメント・2020年11月27日）
- 鳥山雄司（コメント・2020年11月27日）
- 高橋盾（2021年5月28日・6月6日）
- 山舩晃太郎（2021年7月23日・30日）

- 久保田利伸（2021年10月15日・22日）
- 天野裕太（chagama店長、2021年12月31日・2022年1月7日）
- 佐藤健寿（2022年1月28日・2月4日）
- 黒鳥英俊（日本オランウータン・リサーチセンター代表理事、
2022年4月8日・15日）
- 長田研（園芸研究家、2022年6月3日・10日）
- 小室哲哉（2022年7月1日・7月8日）
- Vaundy（2022年8月26日・9月2日）
- 山内マリコ（2022年10月21日・28日）
- 滝田洋一（2022年12月2日・9日）
- 君和田敬之（朝日新聞、2022年12月16日・23日）
- 阿部真理子（建築家、2022年12月16日・23日）
- 斉田季実治（2023年3月10日・17日）
- 藪前知子（2023年7月14日・21日）
- 住吉美紀（2023年9月15日）
- 石川佳織（ギネス、2023年9月15日）
- 岡村靖幸（2023年11月24日・12月1日）
- RHYMESTER（2023年11月24日・12月1日）
- 飯田琢巳（小松駅駅長、2024年3月22日）
- 名久井朋之（航空自衛隊飛行隊長、2024年3月22日）
- 北村一樹（加賀温泉駅駅長、2024年3月29日）
- 坂口雅美（はづちを茶店、2024年3月29日）
- 岡村靖幸（岡村和義、2024年4月26日・5月3日）
- 斉藤和義（岡村和義、2024年4月26日・5月3日）
- マヒトゥ・ザ・ピーポー（GEZAN、2024年5月24日・31日）
- 小野智美（よつ葉乳業、2024年6月28日）
- 松任谷正隆（SKYE、2024年6月28日）
- 長谷川祐子（金沢21世紀美術館、2024年7月12日）
- 本谷順一（宇出津祭礼委員会、2024年7月19日）
- 秦早穂子（2024年10月4日・11日）
- 荒川ナッシュ医（2024年11月15日・22日）
- 青葉市子（2024年12月13日・20日）
- 木下龍也（2025年3月7日・14日）
- 志摩有子（ライター、2025年5月16日・23日）

## ネット局
Aラインプログラムに該当するJFN系列38局フルネットで放送。
全局、ウェブブラウザまたはスマートフォン・タブレット・スマートテレビなどのアプリを介して「radiko」（無料のリアルタイムまたはタイムフリー）または「radikoプレミアム」（有料のエリアフリー）で聴取可能。
『ディア・フレンズ』と同様、自社制作番組に内包する局もある。
- 東京都 - TOKYO FM（制作局）
- 北海道 - AIR-G'
- 青森県 - AFB
- 岩手県 - FM IWATE
- 宮城県 - Date fm
- 秋田県 - AFM
- 山形県 - Rhythm Station
- 福島県 - ふくしまFM
- 栃木県 - RADIO BERRY
- 群馬県 - FM GUNMA
- 新潟県 - FM-NIIGATA
- 長野県 - FM長野
- 富山県 - FMとやま
- 石川県 - HELLO FIVE
- 福井県 - FM福井
- 岐阜県 - FM GIFU
- 静岡県 - K-mix
- 愛知県 - FM AICHI
- 三重県 - レディオキューブ FM三重
- 滋賀県 - e-radio
- 大阪府 - FM大阪
- 兵庫県 - Kiss FM KOBE
- 島根県・鳥取県 - V-air
- 岡山県 - FM岡山
- 広島県 - HFM
- 山口県 - FMY
- 徳島県 - FM徳島
- 香川県 - FM香川
- 愛媛県 - JOEU-FM
- 高知県 - Hi-Six
- 福岡県 - FM FUKUOKA
- 佐賀県 - FMS
- 長崎県 - FM Nagasaki[注釈 1]
- 熊本県 - FMK
- 大分県 - Air-Radio FM88
- 宮崎県 - JOY FM
- 鹿児島県 - μFM
- 沖縄県 - FM沖縄